# Kürtvirág
A kürtvirág (Sarracenia) a hangavirágúak (Ericales) rendjébe tartozó kürtvirágfélék (Sarraceniaceae) családjának névadó nemzetsége.

## Származása, elterjedése
A kürtvirágfajok Észak-Amerika keleti felén honosak.

## Megjelenése, felépítése
Rovaremésztő növények. A legtöbb kürtvirág igen meglepő, érdekes formájú rovarfogó levelei leginkább egy-egy hosszú, fedeles tölcsérre emlékeztetnek. A csapda a peremén és a belsejében összegyűlő, édes illatot árasztó nektárral várja a rovarokat.

## Életmódja, termőhelye
A leendő préda figyelmét először a növény színes csapdái kötik le, majd leszáll a levél peremére, ahonnan a részegítő nektárillat egyre beljebb és beljebb csalja. Egy idő után már nem menekülhet, mivel a kijutást a lefelé álló szőrszálak is nehezítik.

## Fajok
- Sarracenia alabamensis Case & R.B.Case
- Sarracenia alata (Alph.Wood) Alph.Wood
- sárga kürtvirág (Sarracenia flava) L.
- Sarracenia jonesii Wherry
- Sarracenia leucophylla Raf.
- Sarracenia minor Walt.
- Sarracenia oreophila (Kearney) Wherry
- Sarracenia psittacina Michx.
- bíbor kürtvirág Sarracenia purpurea L.
- Sarracenia rosea Naczi, Case & R.B.Case
- Sarracenia rubra Walt.